# São Miguel de Caldas de Vizela
São Miguel de Caldas de Vizela ist ein Ort und eine ehemalige Gemeinde (Freguesia) im Norden Portugals.
São Miguel de Caldas de Vizela gehört zum Kreis und zur Stadt Vizela im Distrikt Braga. Die Gemeinde hatte eine Fläche von 4,1 km² und 7213 Einwohner (Stand 30. Juni 2011).
Am 29. September 2013 wurden die Gemeinden Caldas de Vizela (São Miguel) und Caldas de Vizela (São João) zur neuen Gemeinde União das Freguesias de Caldas de Vizela (São Miguel e São João) zusammengeschlossen. Caldas de Vizela (São Miguel) ist Sitz dieser neu gebildeten Gemeinde.